# Stazione meteorologica di Ceresole Reale
La stazione meteorologica di Ceresole Reale è la stazione meteorologica di riferimento relativa alla località di Ceresole Reale.

## Coordinate geografiche
La stazione meteorologica è situata nell'Italia nord-occidentale, in Piemonte, in provincia di Torino, nel comune di Ceresole Reale, a 1.579 metri s.l.m. e alle coordinate geografiche 45°16′N 7°08′E.

## Dati climatologici
Secondo i dati medi del trentennio 1961-1990, la temperatura media del mese più freddo, gennaio, si attesta a -5,0 °C, mentre quella del mese più caldo, luglio, è di +13,3 °C .
| Ceresole Reale     | Mesi | Mesi | Mesi | Mesi | Mesi | Mesi | Mesi | Mesi | Mesi | Mesi | Mesi | Mesi | Stagioni | Stagioni | Stagioni | Stagioni | Anno |
| Ceresole Reale     | Gen  | Feb  | Mar  | Apr  | Mag  | Giu  | Lug  | Ago  | Set  | Ott  | Nov  | Dic  | Inv      | Pri      | Est      | Aut      | Anno |
| ------------------ | ---- | ---- | ---- | ---- | ---- | ---- | ---- | ---- | ---- | ---- | ---- | ---- | -------- | -------- | -------- | -------- | ---- |
| T. max. media (°C) | −1,2 | 0,3  | 2,9  | 6,8  | 11,8 | 14,8 | 17,2 | 15,8 | 12,5 | 7,5  | 2,7  | −0,1 | −0,3     | 7,2      | 15,9     | 7,6      | 7,6  |
| T. min. media (°C) | −8,7 | −7,8 | −5,3 | −1,3 | 3,3  | 7,1  | 9,4  | 8,6  | 6,4  | 2,2  | −2,3 | −5,9 | −7,5     | −1,1     | 8,4      | 2,1      | 0,5  |